# Head of the Harbor
Head of the Harbor – wieś w Stanach Zjednoczonych, w stanie Nowy Jork, w hrabstwie Suffolk.